# Cimbres
Cimbres é uma povoação portuguesa sede da freguesia homónima e parte do município de Armamar, freguesia com 6,07 km² de área e 270 habitantes (censo de 2021), tendo, por isso, uma densidade populacional de 44,5 hab./km².
Cimbres está situada a sudeste da sede do município num vale encimado pelo monte da Sra. da Graça. Aqui, apesar da curta distância, o Douro já não se sente nem respira, estamos em plena paisagem serrana.
O povoamento desta terra remonta a tempos muito antigos, isso o atestam vestígios de vias romanas das mais importantes da península ibérica que cruzavam a freguesia. No início da monarquia Cimbres pertenceu à “terra de Tarouca” e ao Couto de Argeriz (Salzedas). Usufruiu do foral concedido por D. Manuel I a Salzedas e em 1527 era um lugar do Concelho de Ucanha. Pertenceu ainda ao Concelho de Mondim da Beira até à extinção deste em 1896.
Para além do património já referido, em Cimbres pode visitar-se ainda a ermida da Sra. da Livração, junto da Sra. da Graça, a capela paroquial do Espírito Santo e o cruzeiro do Sr. Do Bom Despacho (1774).
Caracterizada maioritariamente por uma agricultura de minifúndio e subsistência, em Cimbres produz-se bastante fruta, cereais e batata.
Como aldeia serrana que é, Cimbres mantém a arquitetura tradicional com casas encostadas umas às outras, separadas quando muito por pequenos quinteiros.
O monte da Sra. da Graça é um dos cartazes turísticos de Armamar. Daqui se avista grande parte do espaço do município, com destaque para a paisagem característica da parte sul repleta de pomares de macieiras. Aqui se realiza a 15 de agosto a festa em honra da Sra. da Graça.
Nesta freguesia de Armamar nasceu o fadista Manuel Monteiro que cedo emigrou para o Brasil onde viria a falecer.

## Demografia
Nota: Nos censos de 1864 a 1890 pertencia ao concelho de Mondim da Beira, extinto pelo decreto de 26/06/1986, ficando a fazer parte do concelho de Amares por este mesmo decreto.
A população registada nos censos foi:
| Distribuição da População por Grupos Etários | Distribuição da População por Grupos Etários | Distribuição da População por Grupos Etários | Distribuição da População por Grupos Etários | Distribuição da População por Grupos Etários |
| -------------------------------------------- | -------------------------------------------- | -------------------------------------------- | -------------------------------------------- | -------------------------------------------- |
| Ano                                          | 0-14 Anos                                    | 15-24 Anos                                   | 25-64 Anos                                   | > 65 Anos                                    |
| 2001                                         | 52                                           | 55                                           | 176                                          | 91                                           |
| 2011                                         | 36                                           | 36                                           | 146                                          | 90                                           |
| 2021                                         | 35                                           | 23                                           | 138                                          | 74                                           |